# Zeitschrift des Bergischen Geschichtsvereins

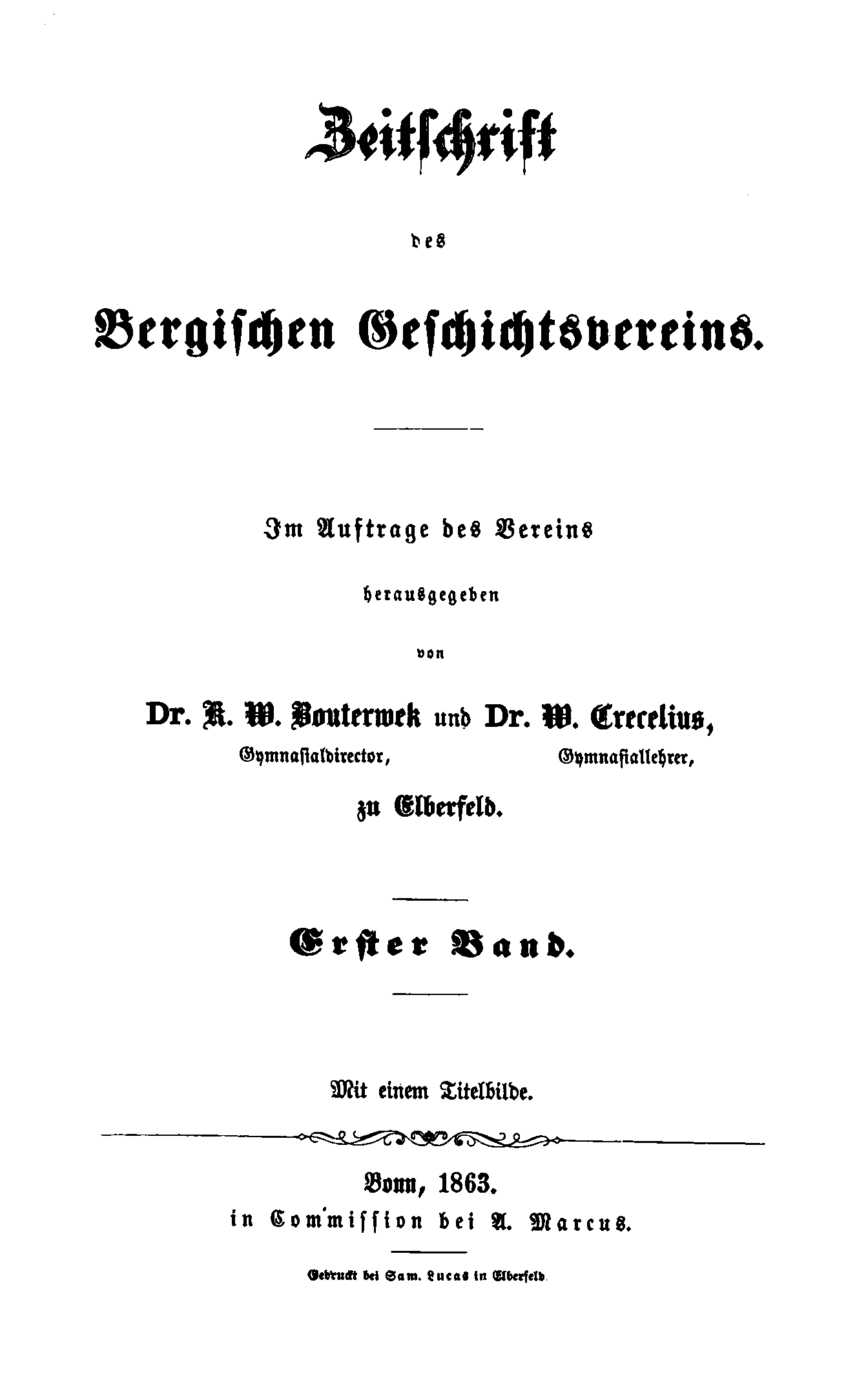
Titelseite der Zeitschrift des Bergischen Geschichtsvereins 1863

Die Zeitschrift des Bergischen Geschichtsvereins (ZBGV) ist ein seit 1863 in variablen Zeiträumen (1 – 5 Jahre) erscheinendes Reihenwerk des Bergischen Geschichtsvereins, das sich mit der Geschichte und der Heimatkunde des Bergischen Landes und des Großraums der Wupper befasst.
Zu den Autoren zählten bekannte Regionalforscher wie Wilhelm Crecelius, Anton Fahne, Wilhelm Engels und Otto Schell. In der Reihe erscheinen Forschungsergebnisse und wissenschaftliche Aufsätze (Abhandlungen und Miszellen), Buchbesprechungen sowie Informationen aus dem Bergischen Geschichtsverein und dessen 15 örtlichen Abteilungen. Jede Ausgabe besitzt üblicherweise einen Umfang von 200 bis 400 Seiten und umfasst unterschiedliche Jahreszeiträume (meist 3 Jahre). Der 100. Band (2002 – 2004) erschien im Jahr 2006. Aktuell liegt der Band 106 (2019 – 2021) aus dem Jahr 2023 vor.